# 朽木倫綱
朽木 倫綱（くつき ともつな）は、江戸時代後期の大名。丹波国福知山藩の第9代藩主。福知山藩朽木家10代。

## 略歴
明和4年（1767年）1月7日、第7代藩主・朽木舖綱の長男として誕生した。
天明6年（1786年）7月9日、第8代藩主・朽木昌綱の養子となる。同年12月15日（1787年2月2日）、第11代将軍・徳川家斉に拝謁する。天明7年12月18日（1788年1月25日）、従五位下・土佐守に叙任する。寛政12年（1800年）閏4月9日、昌綱の隠居により家督を継いだ。10月4日には奏者番に任じられるなど、将来を早くから嘱望されるほど有能だったが、養父の後を追うように享和2年（1802年）12月20日に死去した。享年36。
跡を昌綱の実子の綱方が継いだ。

## 系譜
- 父：朽木舖綱（1731年 - 1787年）
- 母：不詳
- 養父：朽木昌綱（1750年 - 1802年）
- 正室：千寿院 - 松平直紹娘
  - 男子：朽木綱条（1801年 - 1836年） - 朽木綱方の養子
- 生母不明の子女
  - 長男：朽木綱徳
  - 女子：板倉勝資正室
  - 女子：木下俊敦正室
  - 女子：松平乗美正室
- 養子
  - 男子：朽木綱方（1787年 - 1838年） - 朽木昌綱の次男